# Ohé en Laak
Pour les articles homonymes, voir Ohé.

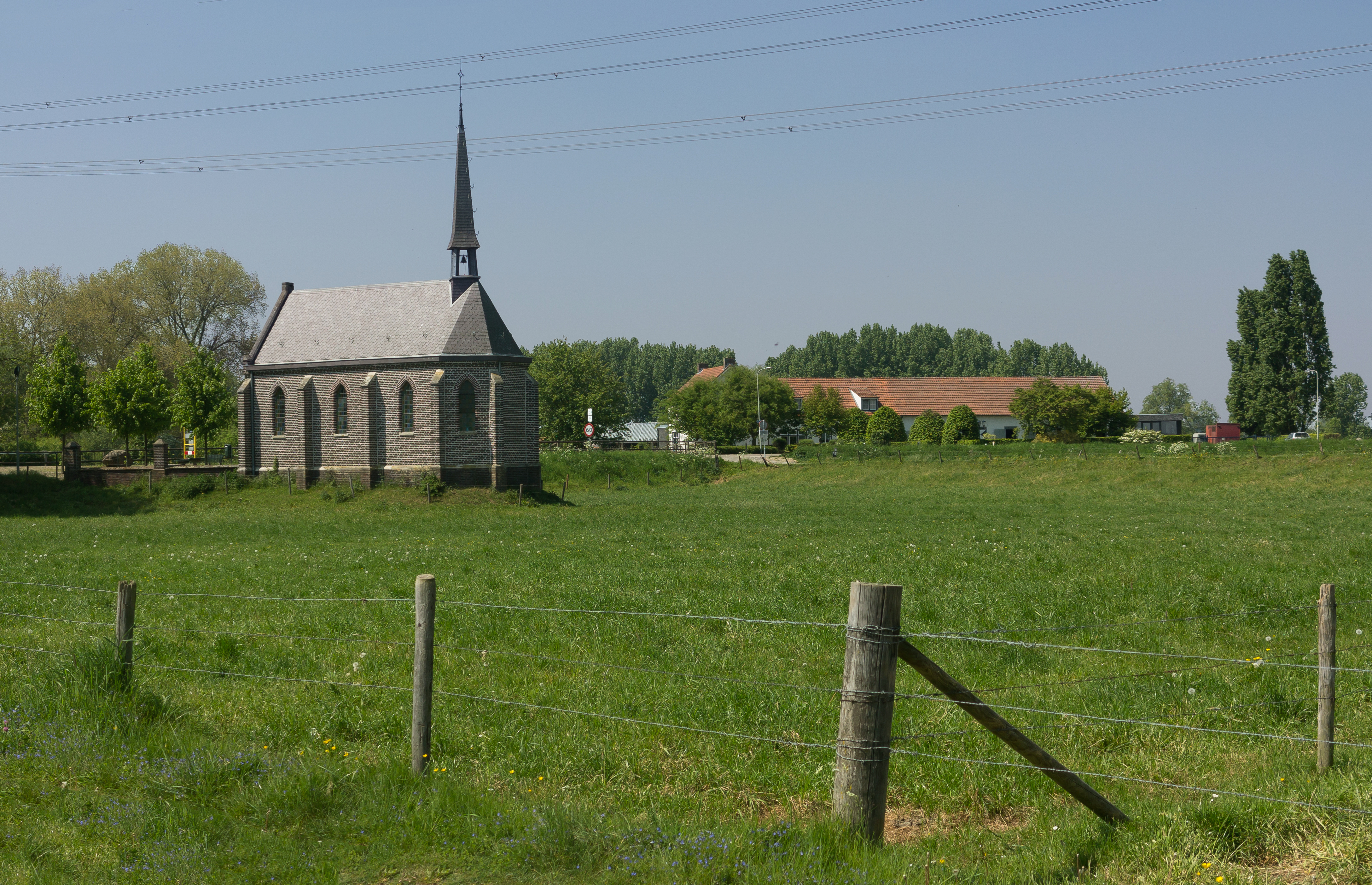
Ohé en Laak, la chapelle: de Sint Anna kapel

Ohé en Laak est un village néerlandais situé dans la commune de Maasgouw, dans la province du Limbourg néerlandais. Le 1er janvier 2006, le village comptait environ 880 habitants, dont 660 à Ohé et 220 à Laak. Il s'agit de deux villages dont les agglomérations ne se touchent pas, mais Ohé et Laak ont depuis toujours formé une seule entité, au point d'être considérés comme un seul village.

## Géographie
Les villages Ohé en Laak et Stevensweert sont situés sur une île fluviale entre deux bras de la Meuse.

## Histoire
La commune d'Ohé en Laak a été une commune indépendante jusqu'au 1er janvier 1991, date de
son rattachement à la commune de Maasbracht.